# Ефект Мессбауера
Ефéкт Мессбáуера  — фізичне явище резонансного поглинання гамма-випромінювання атомів у твердому тілі. Ефект названо на честь Рудольфа Мессбауера, який у 1957 розробив метод спостереження резонансного поглинання. Використовується для вивчення енергетичних рівнів атомного ядра.

## Фізична природа явища
Ядро ізольованого атома не поглинає гамма-кванти тієї ж енергії, що й випромінює. Причина цього в тому, що при великій енергії фотона не можна нехтувати втратою енергії на віддачу ядра. Випромінюючи гамма-квант, ядро згідно із законом збереження імпульсу повинно рухатися в протилежному напрямку. Поглинаючи гамма-квант, ядро вбирає в себе його імпульс і рухається в тому ж напрямку. В оптичному діапазоні енергія віддачі маленька, і атоми зазвичай поглинають на тій же частоті, що й випромінюють.
Втрата енергії на віддачу дорівнює
{\displaystyle E_{R}={\frac {E_{\gamma }^{2}}{2Mc^{2}}}},
де {\displaystyle E_{R}} — втрата енергії, {\displaystyle E_{\gamma }} — енергія гамма-кванта, {\displaystyle M} — маса ядра, c — швидкість світла у вакуумі. Видно, що втрати обернено-пропорційні масі ядра.
Ідея експерименту Мессбауера в тому, щоб використати тверде тіло замість ізольованого атома. В твердому тілі, наприклад, кристалі, завдяки квантовим явищам, рух атомів набуває колективного характеру. Енергія віддачі передається не окремим атомам, а коливанням усього кристалу — фононам. Як наслідок, маса, яка отримує віддачу, значно зростає, зменшуючи втрати енергії. Таким чином стає можливим поглинання ядром гамма-кванту, який утворився в результаті випромінювання ідентичного ядра.
Невелику різницю в енергіях, що залишається навіть при колективній віддачі, можна компенсувати завдяки ефекту Доплера, пересуваючи джерело й випромінювач один щодо одного з невеликою швидкістю. Мессбауерівські спектри зазвичай приводяться в залежності від цієї швидкості.

## Використання
Мессбауерівська спектроскопія є одним із методів матеріалознавства, тонким інструментом, який дозволяє визначити хімічні характеристики оточення радіоактивних атомів. Найчастіше вона використовує ядра 57Fe.